# Squash na World Games 2009
Squash na World Games 2009, odbył się w dniach 21 - 24 lipca w Martial Arts Stadium.

## Państwa zakwalifikowane
| - Australia - Kanada - Egipt - Francja - Wielka Brytania | - Hongkong - Irlandia - Japonia - Malezja - Holandia | - Nowa Zelandia - Południowa Afryka - Pakistan - Indie |

## Medale
| Konkurencja             | Złoto            | Srebro          | Brąz                |
| Gra pojedyncza mężczyzn | Nicholas Matthew | James Willstrop | Mohd Azlan Iskandar |
| Gra pojedyncza kobiet   | Nicol David      | Natalie Grinham | Omneya Abdel Kawy   |